# Chasmatopterus illigeri
Chasmatopterus illigeri é uma espécie de insetos coleópteros polífagos pertencente à família Melolonthidae.
A autoridade científica da espécie é Perris, tendo sido descrita no ano de 1855.
Trata-se de uma espécie presente no território português.